# Droppklibbskivling
Droppklibbskivling (Limacella guttata) är en svampart som först beskrevs av Christiaan Hendrik Persoon, och fick sitt nu gällande namn av Konrad & Maubl. 1949. Droppklibbskivling ingår i släktet Limacella och familjen Amanitaceae.  Arten är reproducerande i Sverige. Inga underarter finns listade i Catalogue of Life.

## Bildgalleri

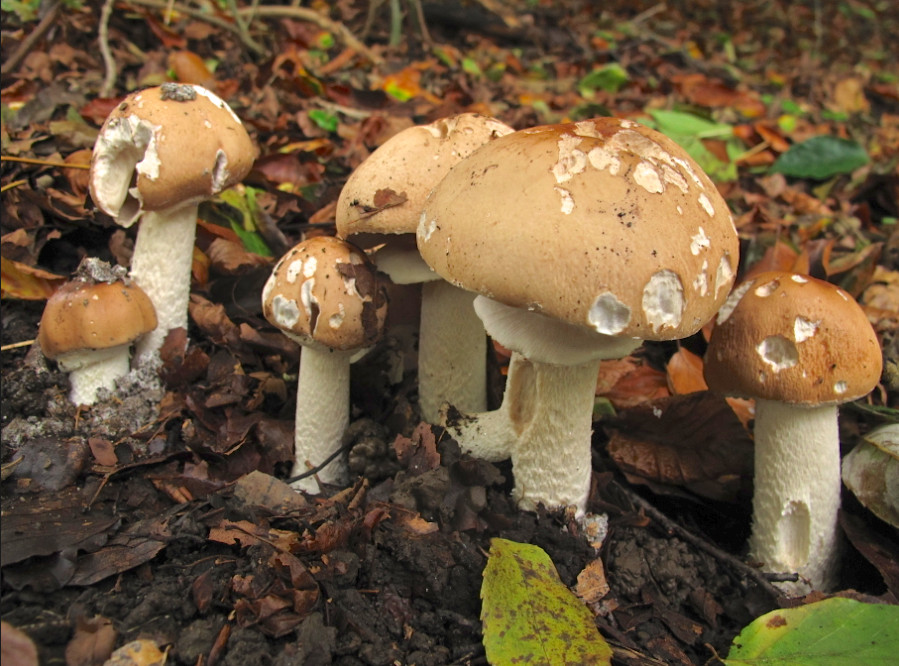
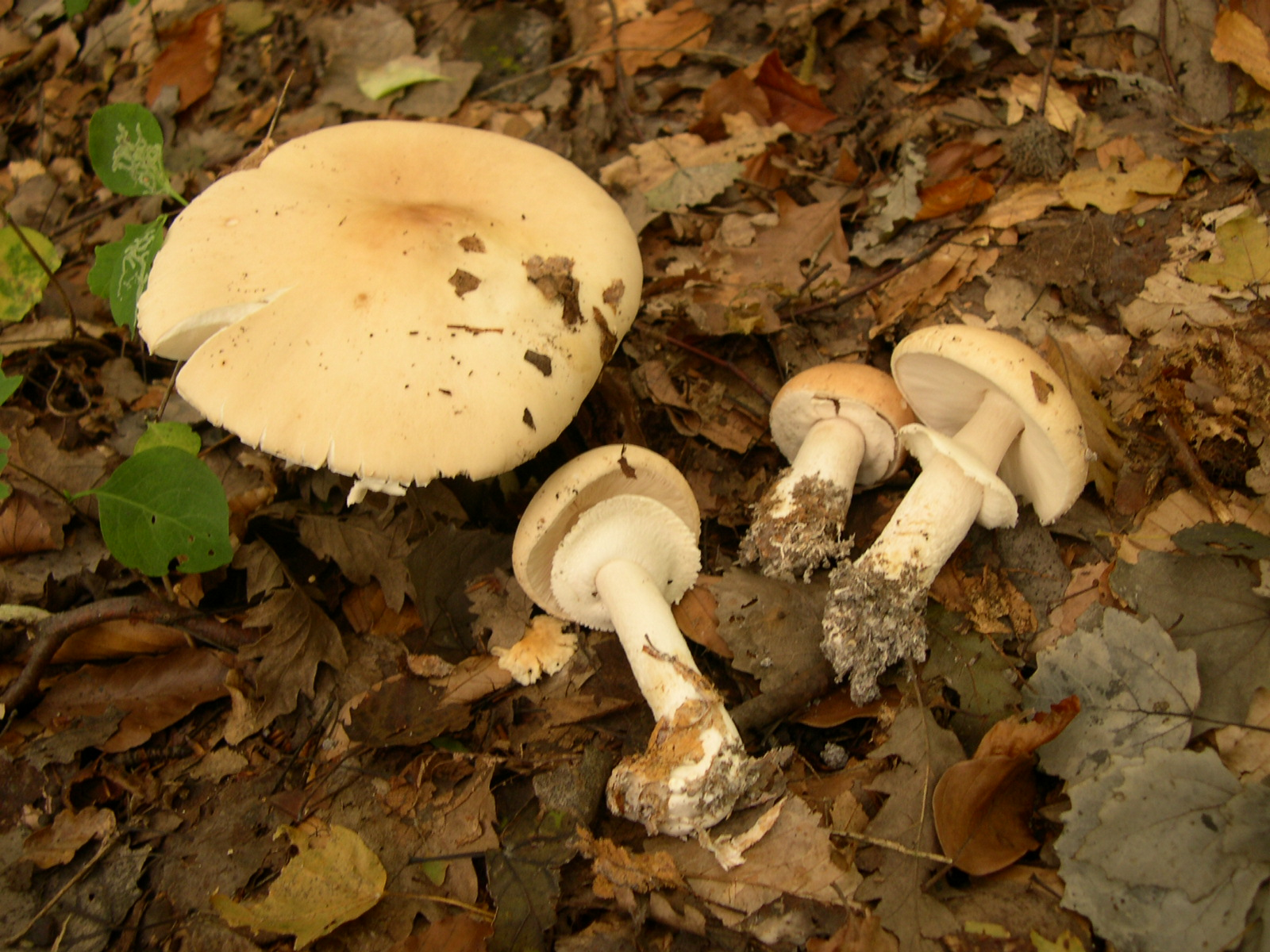